# Tyranneau pattu
Acrochordopus burmeisteri
Espèce
Synonymes
 * Phyllomyias zeledoni (Lawrence, 1869) (désuet)
Statut de conservation UICN

 LC  : Préoccupation mineure
Le Tyranneau pattu (Acrochordopus burmeisteri) est une espèce de passereaux placée dans la famille des Tyrannidae.

## Répartition
Son aire s'étend disjointement à travers le Yungas et la forêt atlantique.

## Habitat
Il vit dans les forêts humides tropicales et subtropicales.

## Sous-espèces
D'après Alan P. Peterson, il en existe 5 sous-espèces :
- A. burmeisteri bunites (Wetmore & Phelps,WH Jr) 1956 ;
- A. burmeisteri burmeisteri Cabanis & Heine 1859 ;
- A. burmeisteri leucogonys (Sclater,PL & Salvin) 1871 ;
- A. burmeisteri viridiceps (Zimmer & Phelps,WH) 1944 ;
- A. burmeisteri wetmorei (Aveledo & Pons) 1953.